# ArchiCAD
Az ARCHICAD egy magyar fejlesztésű építészeti CAD szoftver, ami Mac OS X-en és a Windows operációs rendszer alatt fut. Fejlesztője a GRAPHISOFT SE.

## Története
A fejlesztés 1982-ben kezdődött és Apple Macintosh gépeken volt eredetileg elérhető, ezen a platformon vált ismertté a 80-as években. A program 10-es kiadása a Windows operációs rendszereken és a PowerPC architektúrájú Mac gépekre írt Mac OS X operációs rendszereken túl már az Intel Mac platformon is natívan fut.
Mára több mint 100 000 építész használja a világon, Magyarországon a legelterjedtebb építészeti szoftver.

## Licenclehetőségek
Az ARCHICAD használatára és licencálására több lehetőség kínálkozik:
- A szoftver demo módban futtatható, amennyiben nem áll semmilyen licenc rendelkezésre. A demo verzióval a teljes funkciókészlet kipróbálható, kivéve a mentés, másolás, exportálás és csapatmunka funkciókat.
- Oktatási verzió (diákok, tanárok és intézmények részére): ebben az esetben a teljes funkcionalitás elérhető, azonban az ilyen verziókból mentett fájlokra egy digitális vízjel kerül, ami bármilyen kimenetei formátumon jelzi, hogy az adott terv oktatási verzióval készült.
- 30 napos próbaverzió: lehetővé teszi a teljes funkcionalitású szoftver használatát. Az próbaverzió limitációja, hogy az ilyen licenccel mentett fájlok más próbaverziójú installációval nem, hanem kizárólag ugyanazon a gépen, ugyanazzal az installációval nyithatóak meg – ezen túl azonban még bármilyen üzleti licenccel futó más ARCHICAD-del is.
- Üzleti verzió: a teljes funkcionalitású program használatához helyi vagy hálózati hardverkulcs szükséges. Ennek hiányában demo módban indul a program, azonban lehetővé teszi a megnyitott fájlok kinyomtatását, kiplottolását.

## Verziótörténet
- 1983 – ArchiCAD 1.0
- 1987 – ArchiCAD 3.1
- 1991 – ArchiCAD 4.1
- 1993 – ArchiCAD 4.12
- 1994 – ArchiCAD 4.5
- 1995 – ArchiCAD 4.55
- 1996 – ArchiCAD 5.0
- 1997 – ArchiCAD 5.1
- 1998 – ArchiCAD for TeamWork (nem hivatalosan: 6.0)
- 1999 – ArchiCAD 6.5
- 2001 – ArchiCAD 7.0
- 2002 – ArchiCAD 8
- 2003 – ArchiCAD 8.1
- 2004 – ArchiCAD 9
- 2006 – ArchiCAD 10
- 2007 – ArchiCAD 11
- 2008 – ArchiCAD 12
- 2009 – ArchiCAD 13
- 2010 – ArchiCAD 14
- 2011 – ArchiCAD 15
- 2012 – ArchiCAD 16
- 2013 – ArchiCAD 17
- 2014 – ArchiCAD 18
- 2015. május 5. – ARCHICAD 19
- 2016. május 3. – ARCHICAD 20
- 2017 – ARCHICAD 21
- 2018 – ARCHICAD 22
- 2019 – ARCHICAD 23
- 2020 – ARCHICAD 24
- 2021 – ARCHICAD 25
- 2022 – ARCHICAD 26